# Huracás
Los españoles daban el nombre de huracás a ciertos tesoros escondidos por los antiguos habitantes de la América y que se hallaban a menudo bajo las ruinas de los templos y de las habitaciones de los indígenas, ya que estos pueblos indígenas solían enterrar una parte de sus riquezas, con la esperanza de hallarlas en el otro mundo.